# Panarabizm

Flaga panarabska

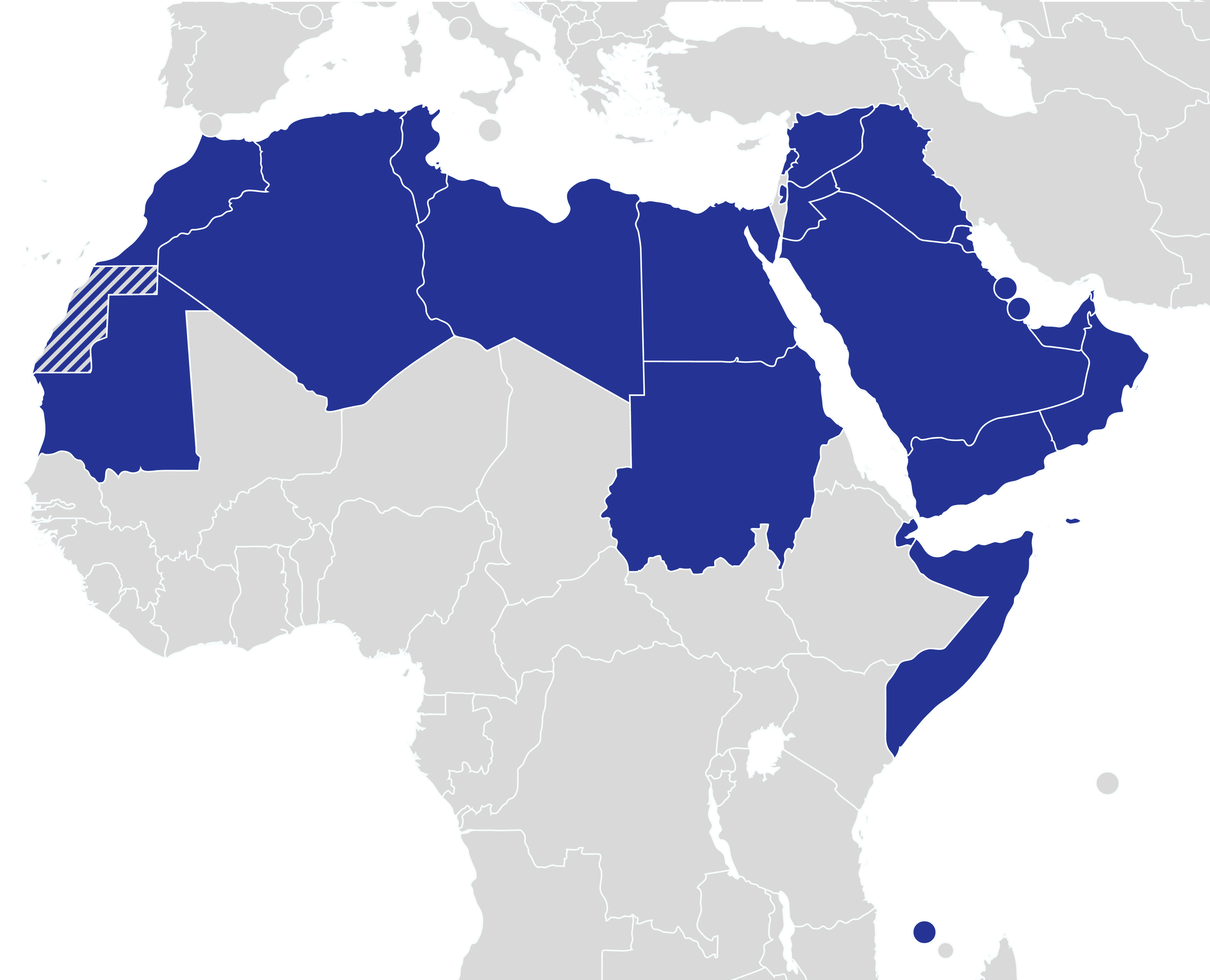
Państwa członkowskie Ligi Państw Arabskich

Panarabizm (z gr. pan = „wszystko” + „Arabowie”) – doktryna polityczna głosząca zjednoczenie wszystkich ludów arabskojęzycznych. Jego początki wiążą się z rozwojem arabskiego nacjonalizmu w XIX wieku. Ruch ten przyczynił się do powstania w 1945 roku Ligi Państw Arabskich.

## Próby budowy Unii Arabskiej

Flaga panarabskiej partii Baas, Państwa Palestyna oraz Federacji Arabskiej; szeroko używana w świecie arabskim

W II połowie XX wieku kilkakrotnie dochodziło do próby stworzenia federacji państw arabskich:
- W 1958 z połączenia Egiptu i Syrii powstała Zjednoczona Republika Arabska. W tym samym roku utworzyła ona z Królestwem Jemenu konfederację o nazwie Zjednoczone Państwa Arabskie. W 1961 Jemen opuścił jednak konfederację. W tym samym roku Syria wystąpiła ze Zjednoczonej Republiki Arabskiej.
- W 1958 Jordania i Irak utworzyły Federację Arabską. Przewrót wojskowy w Iraku pół roku później doprowadził do jej rozwiązania.
- W latach 70. z inicjatywą stworzenia Unii Arabskiej wystąpił libijski przywódca Mu’ammar al-Kaddafi. W 1972 powołano Federację Republik Arabskich łączącą Libię, Egipt i Syrię, a w 1973 Arabską Republikę Islamską z połączenia Libii i Tunezji. W 1974 Tunezja zrezygnowała z unii z Libią, zaś w 1977 doszło do rozwiązania Federacji Republik Arabskich.
- W 1971 siedem emiratów leżących nad Zatoką Perską utworzyło Zjednoczone Emiraty Arabskie. Jest to jedyny projekt stworzenia Unii Arabskiej, który przetrwał do dzisiaj.

Znany również jako nacjonalizm arabski, panarabizm jest ideologią, która wzywa do politycznej jedności narodów i państw arabskich. Arabskość jest definiowana nie przez religię czy pochodzenie geograficzne, ale jak zaproponował Sati al-Husri, przez język. Arabowie to ci, których językiem ojczystym jest arabski i których tożsamość, historia i kultura są związane z tymże językiem.
Chociaż niektórzy badacze przypisują pochodzenie panarabizmu XIX-wiecznym twórcom państwowym takim jak Muhammad Ali z Egiptu, religijnym ruchom reformacyjnym takim jak wahhabizm, czy też intelektualistom: Abd Allahowi an-Nadim czy Abd ar-Rahmanowi al-Kawakibiemu, panarabizm rozwinął się w postaci wspólnej ideologii i ruchu politycznego w pierwszej połowie XX w. Powstał w odpowiedzi zarówno na imperializm europejski, jak i na panturecką ideologię związaną z Ruchem Młodych Turków w Imperium Osmańskim.
Kiedy w 1915 roku rozpoczął się Haszymidzki bunt przeciwko panowaniu tureckiego szarifa Husajna i jego synów Fajsala, Abd Allaha i Alego, udało się zdobyć poparcie nie tylko w Hidżazie, ale również na ziemiach Syrii. Husajn myślał, że dzięki zapewnieniom rządu brytyjskiego, reprezentowanego przez wysokiego komisarza w Kairze, sir Henry McMahona, on i jego synowie będą zarządzali wszystkimi, wolnymi od tureckiej kontroli, terytoriami arabskimi. Jednak pomimo wysiłków syna Husajna, Fajsala, i T.E Lawrence’a na konferencji w Wersalu, powojenny układ mandatowy przyznał Francji Liban i Syrię, a Wielkiej Brytanii Irak i Palestynę. Przyszłość Palestyny była szczególnie niepewna z racji na wydaną w listopadzie 1917 roku brytyjską deklarację Balfoura, która obiecała pozytywne rozpatrzenie sprawy utworzenia tam żydowskiej ojczyzny. Ostatecznym ciosem dla Haszymidzkiego projektu jedności arabskiej okazało się podbicie Hidżazu przez Abd-al-Aziza ibn Sa’uda w 1924. Husajn został zesłany na Cypr, pozostawiając tylko dwóch ze swoich synów jako zarządców brytyjskich monarchii: Abd Allaha w Transjordanii i Fajsala w Iraku.
Po II wojnie światowej arabski nacjonalizm znalazł dwa, początkowo wspólne, ale później konfliktowe wyrażenia. Egipskie Bractwo Muzułmańskie zaproponowało panarabizm religijny, widząc jedność Arabów jako pierwszy krok w kierunku solidarności panislamskiej. Świecką wersją arabskiego nacjonalizmu był baasizm, reprezentowany przez partię Baas na czele z jej głównym ideologiem Michelem Aflakiem. Obydwie wersje panarabizmu sprzeciwiały się wciąż obecnej spuściznie brytyjskiego i francuskiego imperializmu w świecie arabskim, która odznaczała się uległością arabskich elit, baz wojskowych, koncesji gospodarczych. Atakowano również państwo Izrael.
Wkrótce po dojściu do władzy w Egipcie w 1952 roku, Dżamal Abd an-Nasir rozpoczął przekształcenie Egiptu w rewolucyjne jądro, wokół którego arabska jedność miała zrobić postępy. Zenit świeckiego panarabizmu nastąpił w 1958 roku, kiedy Egipt i Syria połączyły się tworząc Zjednoczoną Republikę Arabską (ZRA). Jednak Syria wycofała się z unii w 1961 roku ze względu na rosnące niezadowolenie z represyjnej polityki Nasera. Starania o ponowne ustanowienie unii, zarówno w wariancie syryjsko-egipskim, jak i z udziałem Iraku, nie doszły do skutku.
Arabski nacjonalizm jest pojęciem wciąż żywym, zarówno w wersji zabarwionej silnymi przesłankami religijnymi, jak to można zauważyć w manifestach fundamentalistów, jak i w propagandzie świeckich dyktatorów, takich jak Saddam Husajn, który wielokrotnie wzywał do zjednoczenia arabskiego w czasie I wojny w Zatoce Perskiej w 1991 i w miesiącach poprzedzających wojnę w Iraku z 2003, która w konsekwencji odsunęła go od władzy.
Panarabizm obecnie znajduje instytucjonalny wyraz w dalszym istnieniu Ligi Arabskiej, utworzonej w 1945 roku, zrzeszającej z 22 członków, jak również w kontynuowaniu wysiłków w celu stworzenia sub-regionalnych organizacji, z których największym sukcesem cieszy się Rada Współpracy Zatoki Perskiej (GCC), utworzona w 1981 roku i składająca się z sześciu państw arabskich leżących nad Zatoką Perską.

## Zobacz też

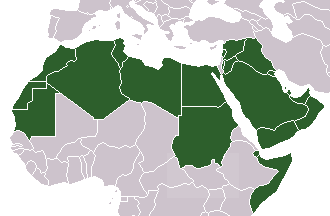
Kraje arabskie